# Bosques de pino-encino de la Sierra Madre del Sur
Los bosques de pino-encino de la Sierra Madre del Sur son una ecorregión de bosques subtropicales de coníferas que se encuentran en la Sierra Madre del Sur, en México.

## Geografía
Ocupan una superficie de 61,2 km2, dentro de los estados de Michoacán, Guerrero y Oaxaca, cubriendo las laderas más altas de la Sierra Madre del Sur, que corre de este a oeste, paralela a la costa del Pacífico sur de México. Los bosques están rodeados de bosques secos tropicales en elevaciones más bajas: los bosques secos de Jalisco al oeste; los bosques secos del Balsas al norte (en la cuenca del río Balsas), y los bosques secos del Pacífico Sur al sur y al este a lo largo de la costa del Pacífico.

## Flora
Las principales comunidades vegetales son los bosques nubosos, de encino, de pino-encino y de abetos; varían con la elevación y las precipitaciones.
Los bosques nubosos crecen a 2300 metros. Las especies arbóreas predominantes son Abies guatemalensis, Abies religiosa, Quercus uxoris, Pinus ayacahuite y Cupressus lusitanica.
Los bosques de encino se encuentran entre 1900-2500 metros de altura. Quercus magnoliifolia y Quercus castanea son las especies arbóreas predominantes, con individuos de Pinus montezumae. Las orquídeas y bromelias crecen como epífitas.

Los bosques de pino-encino crecen entre 2400-2500 metros. Las especies arbóreas predominantes son Quercus magnoliifolia, Q. castanea, Q. obtusata, Pinus herrerae, P. pseudostrobus, P. pringlei, P. ayacahuite, P. rzedowskii y Arbutus xalapensis.
Los bosques de abetos crecen por encima de los 3000 metros.
31 especies de encinos son nativas de la ecorregión, incluidas Q. mulleri, Q. nixoniana, Q. rubramenta, Q. salicifolia, Q. uxoris y Q. martinezii. Los árboles Aiouea cinnamomoidea, Magnolia guerrerensis, Magnolia krusei, Magnolia vazquezii y Quercus mulleri son endémicos de la ecorregión.

## Fauna
Existen 160 especies nativas de aves en la ecorregión, de las cuales 28 son endémicas. Entre las aves endémicas se encuentran la coqueta de cresta corta (Lophornis brachylophus), el colibrí de cola blanca (Eupherusa poliocerca), el colibrí de Oaxaca (Eupherusa cyanophrys) y el arrendajo de garganta blanca o arrendajo Omiltemi (Cyanolyca mirabilis). Otras aves nativas incluyen el colibrí garganta amatista (Lampornis amethystinus), el arrendajo de Steller (Cyanocitta stelleri), la espiga rojiza (Clibanornis rubiginosus), el ruiseñor rojizo (Catharus occidentalis) y el towhee de collar (Pipilo ocai).

## Áreas protegidas
El 2,9 % de la ecorregión se encuentra en áreas protegidas como las reservas de la biosfera Zicuirán-Infiernillo y Tehuacán-Cuicatlán, el Parque Nacional General Juan Álvarez, el Área de Protección de Flora y Fauna Boquerón de Tonalá, el Parque Estatal Ecológico Omiltemi, y el Campo Verde, Iliatenco, Cafetal San Juanito (Pluma Hidalgo), Cafetal Soconusco, Cerro Azul, Concepción Vista Hermosa, El Corozal y áreas de conservación voluntaria El Borbollón, La Pandura y La Yerbabuena. 